# Isabella Colbran
Isabella Colbran, född 2 februari 1785 i Madrid, död 7 oktober 1845 i Bologna, var en spansk operasångare (sopran). Hon samarbetade med Gioacchino Rossini, som komponerade ett flertal roller för henne, som sedan blev klassiska.
Colbran debuterade år 1807. Efter flera turnéer i Bologna, Venedig och Rom blev Colbran primadonna vid Teatro di San Carlo i Neapel från 1811 till 1822. Hon var den första Medean i Mayrs Medea i Korint 1813. Colbran var en av de första Mozart-artisterna i Italien; vid Teatro del Fondo i Neapel var hon Donna Anna i Don Giovanni 1812 och 1816; vid samma teater 1814 var hon grevinnan av Almaviva i Figaros bröllop.